# Maggie Aderin-Pocock

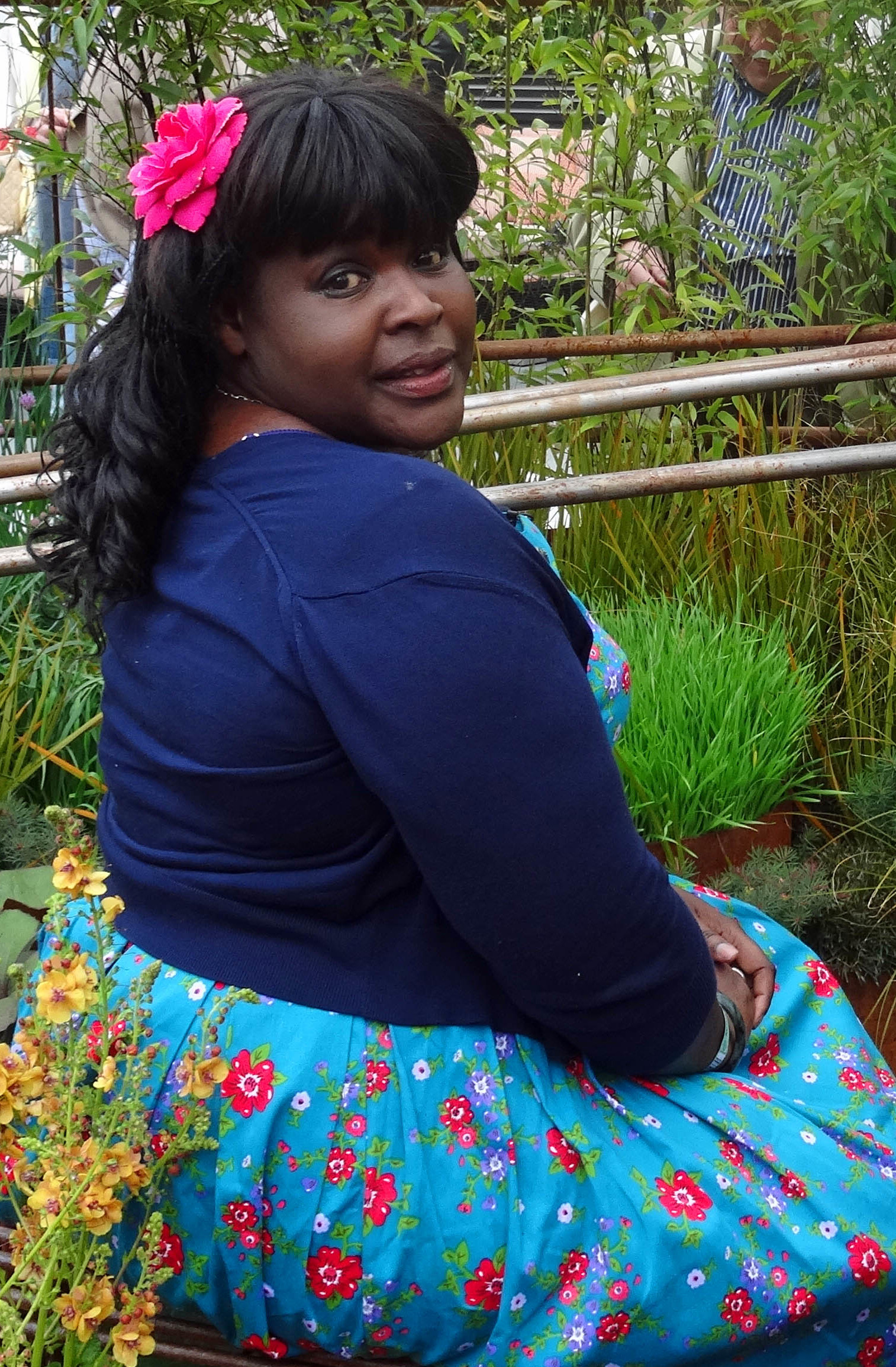

Maggie Aderin-Pocock,  Ph.D., (Hon) D.Sc., MBE (n. 1968), este un om de știință britanic specializat în cercetarea spațiului cosmic.